# Óxido de alumínio
O óxido de alumínio (Al2O3) é um composto químico de alumínio e oxigénio. Também é conhecido como alumina, um nome usado frequentemente pelas comunidades mineira, de cerâmica e da ciência dos materiais.
O óxido de alumínio é o principal componente da bauxita, o principal minério de alumínio. Industrialmente, a bauxita é purificada em óxido de alumínio através do processo Bayer, e o óxido é depois convertido em alumínio metálico pelo processo Hall-Héroult.
As pedras preciosas rubi e safira são compostas principalmente por óxido de alumínio e as suas cores características são-lhes dadas por traços de impurezas.
Seu uso mais significativo é na produção do metal alumínio, embora seja usado como um abrasivo devido à sua dureza e como um material refratário devido a seu alto ponto de fusão.

## Obtenção

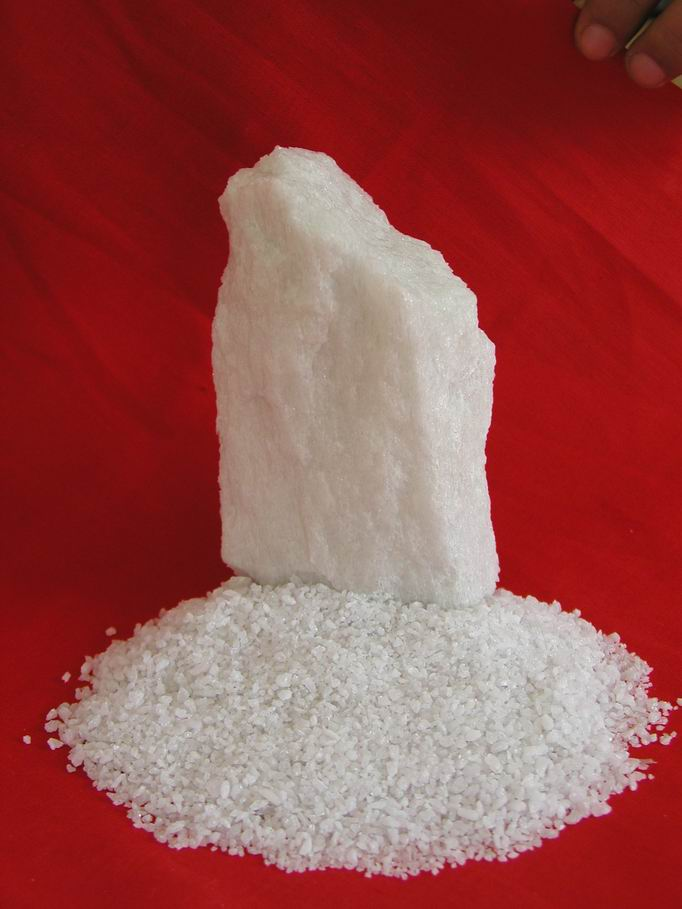
Óxido de alumínio

A bauxita é constituída por Al2O3, Fe2O3, e SiO2.  Estes compostos purificam-se no processo Bayer:
Al2O3 + 3H2O + 2NaOH + calor → 2NaAl(OH)4
O Fe2O3 não é solúvel.  O SiO2 dissolve-se como silicato Si(OH)62-.  Após filtrado, o Fe2O3 é retirado.  Quando o líquido proveniente do Método Bayer se resfria, o Al(OH)3 precipita enquanto o silicato continua em suspensão.  Então:
2Al(OH)3 + calor → Al2O3 + 3H2O
O Al2O3 obtido é a alumina.

## Propriedades
O óxido de alumínio é um óxido anfótero, reagindo tanto com ácidos quanto com bases.
O óxido de alumínio é responsável pela resistência às intempéries do alumínio metálico. O metal alumínio é muito suscetível ao oxigênio atmosférico e uma camada fina de óxido de alumínio se forma rapidamente na superfície exposta de metal. Essa camada o protege de oxidação mais profunda. A espessura e as propriedades da camada de óxido podem ser melhoradas por meio de um processo chamado de anodização.
O óxido de alumínio é um excelente isolador térmico e elétrico, mas tem uma condutividade térmica relativamente alta (30 Wm−1K−1) para um material cerâmico. Em sua forma cristalina, chamada coríndon, tem dureza suficiente para ser empregada como abrasivo e como componente de ferramentas de corte.
Óxido de alumínio em pó é frequentemente empregado como um meio para cromatografia.
Em agosto de 2004, cientistas norte-americanos em trabalho para a 3M desenvolveram uma técnica para formar uma liga de alumina e terra rara, produzindo um vidro bastante resistente.
O óxido de alumínio foi removido da lista de produtos químicos da EPA em 1988.

## Aplicações
Conhecido como alumina alfa na ciência dos materiais, e como alundum (na forma fundida) ou aloxite nas comunidades de mineração e cerâmica, o óxido de alumínio tem ampla utilização. A produção global anual de óxido de alumínio em 2015 foi de aproximadamente 115 milhões de toneladas, sendo que mais de 90% foram utilizados na fabricação de alumínio metálico. Os principais usos das aluminas especiais são em refratários, cerâmicas, polimento e aplicações abrasivas. Grandes tonelagens de hidróxido de alumínio, do qual a alumina é derivada, são usadas na fabricação de zeólitos, revestimento de pigmentos de titânia e como retardante de chama/supressor de fumaça.
Mais de 90% do óxido de alumínio, denominado alumina de grau metalúrgico (SGA), é consumido para a produção de alumínio, geralmente pelo processo Hall-Héroult. O restante, chamado de alumina especial, é usado em uma ampla variedade de aplicações que aproveitam sua inércia química, resistência à temperatura e resistência elétrica.

### Preenchedores
Por ser quimicamente inerte e branco, o óxido de alumínio é comumente usado como preenchedor para plásticos. O óxido de alumínio é um ingrediente comum em protetores solares e também está frequentemente presente em cosméticos como blush, batom e esmalte.

### Vidro
Muitas formulações de vidro contêm óxido de alumínio como ingrediente. O vidro de aluminossilicato é um tipo de vidro comumente usado que geralmente contém de 5% a 10% de alumina.

### Catálise
O óxido de alumínio catalisa uma variedade de reações úteis industrialmente. Em sua aplicação em maior escala, o óxido de alumínio atua como catalisador no processo Claus para converter gases residuais de sulfeto de hidrogênio em enxofre elementar em refinarias. Também é útil para a desidratação de álcoois em alcenos. O óxido de alumínio serve como suporte para diversos catalisadores industriais, como os utilizados em hidrodessulfurização e em algumas polimerizações Ziegler-Natta.

### Purificação de gases
O óxido de alumínio é amplamente utilizado para remover água de correntes gasosas.

### Usinagem por abrasão
O óxido de alumínio é valorizado por sua dureza e resistência. Sua forma natural, o corindo, possui grau 9 na escala de Mohs (logo abaixo do diamante). É amplamente empregado como abrasivo, inclusive como substituto mais econômico para diamante industrial. Muitos tipos de lixa utilizam cristais de óxido de alumínio. Adicionalmente, sua baixa retenção de calor e baixo calor específico o tornam ideal para operações de retificação, especialmente em discos de corte. Na forma de pó abrasivo (aloxita), é componente principal (juntamente com sílica) do "giz" para tacos de sinuca. Pós de óxido de alumínio são usados em kits de polimento/remoção de riscos em CDs/DVDs.

### Tinta
Flocos de óxido de alumínio são utilizados em tintas para criar efeitos decorativos reflexivos, como nas indústrias automotiva ou cosmética.

### Aplicações biomédicas
O óxido de alumínio é um representante das cerâmicas bioinertes. Devido à sua excelente biocompatibilidade, alta resistência e durabilidade, as cerâmicas de alumina são utilizadas em aplicações médicas para fabricar ossos e articulações artificiais. Neste caso, o óxido de alumínio é usado para revestir superfícies de implantes médicos, conferindo biocompatibilidade e resistência à corrosão. Também é empregado na fabricação de implantes dentários, próteses articulares e outros dispositivos médicos.

### Fibras compostas
O óxido de alumínio tem sido utilizado em alguns materiais fibrosos experimentais e comerciais para aplicações de alto desempenho (por exemplo, Fiber FP, Nextel 610, Nextel 720). As nanofibras de alumina, em particular, tornaram-se um campo de interesse em pesquisas.

### Blindagem
Alguns coletes à prova de balas utilizam placas cerâmicas de alumina, geralmente combinadas com suportes de aramida ou UHMWPE para obter eficácia contra a maioria das ameaças de rifles. A blindagem cerâmica de alumina está facilmente disponível para a maioria dos civis em jurisdições onde é legal, mas não é considerada de grau militar.

### Isolamento elétrico
O óxido de alumínio é um isolante elétrico utilizado como substrato (silício sobre safira) para circuitos integrados, mas também como barreira de tunelamento para a fabricação de dispositivos supercondutores, como transistores de elétron único, dispositivos de interferência quântica supercondutora (SQUIDs) e qubits supercondutores.